# Guilty Crown
Guilty Crown (jap. ギルティクラウン, Giruti Kuraun) ist eine von Production I.G produzierte japanische Animeserie, die ab Oktober 2011 auf Fuji TV ausgestrahlt wurde und auf deren Basis auch ein siebenteiliger Manga erschien. Die Serie erschien auch auf Deutsch sowie in weiteren Sprachen und ist in die Genres Action, Science-Fiction, Drama und Romantik einzuordnen.

## Inhalt
Japan im Jahr 2039. Zehn Jahre nach dem Ausbruch eines tödlichen Virus steht Japan immer noch unter der Besatzung der Organisation GHQ, welche als internationale Organisation als erster Helfer zur Stelle war, um das Chaos von Weihnachten 2029 zu bereinigen und den Vorfall als Lost Christmas zu vermerken. Nach all den Jahren ist die Epidemie eingegrenzt und die Gesellschaft wäre auf dem Weg zur Normalität, wäre da nicht der Widerstand, der sich innerhalb der Bevölkerung gegen GHQ regt, welche rücksichtslos und despotisch regiert. Die Organisation besitzt seit Lost Christmas die Besatzungsmacht über Japan, was eine Rebellengruppe namens Undertaker unter der Führung von Gai Tsutsugami (恙神 涯) ändern möchte.
Der 17-jährige Shū Ouma (桜満 集) trifft eines Tages auf das Mädchen Inori Yuzuhira (楪 いのり), die nicht nur Sängerin einer bekannten Band, sondern auch noch Mitglied der Gruppierung Undertaker ist. Inori ist nach einer Mission im Auftrag der Undertaker schwer verletzt und wird von Einheiten der GHQ verfolgt, die eine Substanz (Void-Genom) suchen, welche Inori zuvor entwendet hatte und zu Gai Tsutsugami bringen sollte. Shu nimmt das Void-Genom an sich, doch statt zu gehen, wie ihm aufgetragen wurde, sieht er Inori in Gefahr und möchte sie retten. Dabei zerspringt der Behälter und die Substanz wird freigesetzt. Durch Kontakt mit dem Void-Genom erhält Shu die Macht der Könige und ist nun befähigt die individuelle Persönlichkeit eines Menschen zu einer Waffe zu manifestieren. Als nicht ganz freiwilliger Teilnehmer schließt sich Shu dem Widerstand an und muss seine neu gewonnene Kraft unter Kontrolle bringen.

## Produktion und Veröffentlichung
Die Serie entstand unter der Regie von Tetsurō Araki beim Studio Production I.G. Die Idee entwickelte Hiroyuki Yoshino, der zusammen mit Ichiro Okouchi, Jin Haganeya und Yosuke Miyashiro auch die Drehbücher schrieb. Die verantwortlichen Produzenten waren Jōji Wada, Makoto Kimura und Masae Minami. Die künstlerische Leitung lag bei Yūsuke Takeda und das Charakterdesign entwarf Hiromi Katō nach einem Konzept von redjuice. Für redjuice, der über Illustrationen auf Onlineplattformen bekannt geworden ist, war dies die erste Beteiligung an einer Anime-Produktion.
Die Erstausstrahlung erfolgte vom 14. Oktober 2011 bis zum 23. März 2012 nach Mitternacht (und damit am vorigen Fernsehtag) bei Fuji TV im Programmblock NoitaminA. Mit einigen Tagen Unterschied folgte die Ausstrahlung bei Kansai TV, Fukushima TV, Niigata Sōgō TV, Tōkai TV, Saga TV, Sakuranbo TV, Akita TV, Kagoshima TV, TV Kumamoto, TV Shinhiroshima, Sendai Hōsō, Iwate Menkoi TV, TV Shizuoka und BS Fuji.
Der Sender Animax zeigte die Serie vom 3. Dezember 2012 bis 25. Februar 2013 in deutscher Synchronisation sowie in Asien auf Englisch. In Deutschland erschien Guilty Crown vollständig bei Peppermint Anime auf vier DVDs bzw. Blu-ray Discs sowie als komplettes Streamingangebot im eigenen StreamPortal Akiba-Pass mit Untertitel und Synchronisation. In Originalton mit deutschen Untertiteln wird die Serie seit Juli 2016 bei Anime on Demand veröffentlicht. Auch in Frankreich, Australien, Neuseeland und Großbritannien erschien Guilty Crown auf DVD. Die Serie ist außerdem zeitweise in der deutschen Version von Netflix zu sehen.
2012 kam mit Guilty Crown: Lost Christmas in Japan ein 15-minütiges Special zum Anime heraus. Peppermint brachte dieses auch in Deutschland heraus.

### Synchronisation
Die deutsche Synchronisation entstand bei Metz-Neun Synchron.
| Rolle          | japanischer Sprecher (Seiyū) | deutscher Sprecher |
| -------------- | ---------------------------- | ------------------ |
| Gai Tsutsugami | Yūichi Nakamura              | Peter Lehn         |
| Shū Ouma       | Yūki Kaji                    | Markus Haase       |
| Inori Yuzuhira | Ai Kayano                    | Nina Amerschläger  |

### Musik
Die Musik der Serie komponierte Hiroyuki Sawano. Für den Vorspann wurde das Lied My Dearest von Supercell verwendet, sowie The Everlasting Guilty Crown von Egoist. Der Abspann ist unterlegt mit den Liedern Departures – Anata ni Okuru Ai no Uta (Departures 〜あなたにおくるアイの歌〜) von Egoist und Kokuhaku (告白) von Supercell. Innerhalb der Folgen fanden folgende Titel Verwendung:
- BIOS (βίος) von Mika Kobayashi
- BIOS-D von Mika Kobayashi
- Euterpe (エウテルペ) von Egoist
- friends von mpi
- Hill of Sorrow von mpi
- Home ~in this corner~ von Leina
- Ready to Go von David Whitaker
- Release My Soul von Aimee Blackschleger
- Rё∀L von Cyua

## Adaptionen

### Manga
Kurz vor Start des Animes im japanischen Fernsehen wurde im Monthly Shōnen Gangan, ein von Square Enix herausgegebenes Magazin, eine Manga-Adaption veröffentlicht. Die Erscheinungsdauer umfasste die monatlichen Ausgaben 11/2011 (12. Oktober 2011) bis 12/2013 (12. November 2013). Geschrieben wurde der Manga von Yōsuke Miyagi und von Shion Mizuki illustriert. Die Taschenbuchausgabe (Tankōbon) erreichte sieben Bände.
Ein von Gan Sunaaku geschriebener und von Ryōsuke Fukai illustrierter Manga, Guilty Crown: Dancing Endlaves, erschien von Ausgabe 7/2012 (30. Mai 2012) bis 5/2014 (28. März 2014) im Magazin Dengeki G's Magazine von ASCII Media Works. Die Kapitel wurden in zwei Sammelbänden zusammengefasst.

### Light Novel
Im Magazin Animage von Tokuma Shoten erschien von Ausgabe 12/2011 (18. Januar 2012) bis 5/2012 (15. August 2012) der Fortsetzungsroman Guilty Crown: Requiem Score (ギルティクラウン レクイエム・スコア) von Rin Yūki mit Illustrationen redjuice.
Eine weitere Romanumsetzung unter dem Titel Guilty Crown: Princess of Deadpool geschrieben von Gan Sunaaku erschien am 25. April 2012 bei Nitroplus.

### Computerspiel
Am 26. Juli 2012 erschien das Spiel Guilty Crown: Lost Xmas bei Nitroplus – ein japanisches Adventure für Windows.

## Rezeption
Der Anime sei, so die deutsche Zeitschrift Animania, offensichtlich nach dem Rezept des zuvor erfolgreichen Code Geass inszeniert, die Idee einer fremden Besatzung Japans, der Widerstandsbewegung dagegen und der Beziehungen zwischen den Charakteren dem Vorbild nachvollzogen worden. Dazu komme noch eine Verarbeitung der Lage Japans nach dem Erdbeben und der Reaktorkatastrophe von 2011, wegen der ausländische Hilfe in Anspruch genommen wurde. Dabei werde jedoch „das Gefühl der ungewollten Abhängigkeit […] zur politischen Fremdbestimmtheit aufgeblasen“. So mag mancher die Serie als „simplen Abklatsch“ von Code Geass sehen, während andere es als originäres Werk betrachten können. Die Animationen seien mit einem Wechsel zwischen klassischem Cel-Look und imposanten Computeranimationen gelungen, dazu kämen schicke und Fanservice-freudige Charakterdesigns und passende Musik.